# Анищик, Аркадий Аркадьевич
Арка́дий Арка́дьевич Ани́щик (род. 25 апреля 1945, Новогрудок, Белорусская ССР) — художник стекла, академический живописец.

## Биография
Родился 25 апреля 1945 г. в городе Новогрудок. Детство и юность будущего художника прошли в Белоруссии.
С 1969 года учился в Ленинградском высшем художественно-промышленном училище им. Мухиной, с 1970 — в ателье художника стекла профессора Станислава Либенского в Высшей художественно-промышленной школе (Прага), которую с отличием окончил в 1975 году с квалификацией «художник стекла, академический живописец, педагог».
Работал на стеклозаводе «Неман» (г/п Березовка, Лидский р-н, Гродненская обл.), где выполнил более 3000 образцов для промышленного производства, а также гигантскую композицию из стекла (90 м²) для кинотеатра «Гродно» в городе Гродно и ряд других объектов для архитектуры. Занимался промышленным дизайном — создал ряд светильников для Лидского завода электротехнического оборудования.
В настоящее время художник живёт и работает в Санкт-Петербурге и Финляндии.

## Творчество
Усовершенствовал технологический процесс создания витражей. Вместе с женой и сыном спроектировал и выполнил несколько значительных алтарных композиций из стекла для христианских церквей.
Проектирует и выполняет витражи, шлифованные объекты из стекла. Преподаёт, проводит мастер-классы.
В 1973—2008 годах участвовал более чем более 300 выставках в музеях и выставочных залах на территории бывшего СССР (Москва, Ленинград, Минск, Ереван, Гродно), а также за рубежом: Франция, Канада, Венгрия, Польша, Греция, Чехословакия, Югославия, Индия, Финляндия.
Работы А. А. Анищика находятся в Историческом музее (Минск), Художественном музее (Шяуляй), Музее прикладного искусства (Москва — композиции из стекла), Национальном художественном музее Республики Беларусь (в постоянной экспозиции «Белорусское искусство XX века»), а также в частных собраниях коллекционеров Германии, России, Финляндии, Белоруссии, Чехии, Узбекистана, Литвы, Эстонии.

### Избранные произведения
- Пространственная композиция из стекла, 90 м2 — в кинотеатре «Гродно» (Гродно)
- Композиция «Три Вазы», стекло, гута; 1988 — Коллекция губернатора города Миккели и области
- Алтарные витражи, композиции
  - «Один», 3200×60 см — Зал для заседаний в Христианском училище Яккимаа (Руоколахти, Финляндия)
  - «Благословляющие ангелы», 3600×82 см — христианский храм (Пункахарью, Финляндия)
  - «Ad lumen», 2210×137 см — кафедральный собор местной епархии (Сулкава, Финляндия)
  - «Ylöspäin», 70×70 см — Савонлинское христианское училище.
  - «Alttari» — (Кипонниеми, Финляндия).

## Награды
- диплом III степени ВДНХ БССР (1982) — за разработку на высоком художественном уровне комплекта стаканов и вазы для промышленного производства.
- диплом III степени ВДНХ БССР (1982) — за разработку на высоком художественном уровне комплекта ваз и сервиза для бытового пользования, для промышленного производства.
- Почётная грамота гродненской областной организации Союза художников БССР (1982) — за большой вклад в развитие белорусского стекла, значительную работу по воспитанию подрастающего поколения, организаторскую деятельность по проведению выставок в городе Ленинграде и городе Гродно.
- Бронзовая медаль ВДНХ (1985) — за выдающиеся достижения в области развития народного хозяйства СССР.
- Знак ВЦСПС «За достижения в самодеятельном искусстве» (1987).